# Vabres (Cantal)
Pour les articles homonymes, voir Vabres.
Vabres est une commune française située dans le département du Cantal, en région Auvergne-Rhône-Alpes.

## Géographie

### Situation
La commune de Vabres est située sur le flanc ouest de la forêt de la Margeride, à proximité du département de la Haute-Loire, à une dizaine de kilomètres de Saint-Flour.
Elle comprend plusieurs lieux-dits : la Trémolière, les Maisons, le Vialard, Saint-Gal, Bégut, la Voreille, le Monteil.
Elle est située à quelques kilomètres, de l'autre côté du massif de la Margeride, du lieu de la bête du Gévaudan.
La commune de Vabres est située à 9 kilomètres de l'A75.

### Communes limitrophes
Les communes limitrophes sont Montchamp, Ruynes-en-Margeride, Saint-Georges, Tiviers et Védrines-Saint-Loup.
| Tiviers       | Montchamp |                     |
|               | Vabres    | Védrines-Saint-Loup |
| Saint-Georges |           | Ruynes-en-Margeride |

### Climat
Pour des articles plus généraux, voir Climat d'Auvergne-Rhône-Alpes et Climat du Cantal.
En 2010, le climat de la commune est de type climat des marges montargnardes, selon une étude du CNRS s'appuyant sur une série de données couvrant la période 1971-2000. En 2020, Météo-France publie une typologie des climats de la France métropolitaine dans laquelle la commune est exposée à un climat de montagne ou de marges de montagne et est dans une zone de transition entre les régions climatiques « Nord-est du Massif Central » et « Sud-est du Massif Central ».
Pour la période 1971-2000, la température annuelle moyenne est de 9,2 °C, avec une amplitude thermique annuelle de 15,1 °C. Le cumul annuel moyen de précipitations est de 796 mm, avec 10,1 jours de précipitations en janvier et 6,5 jours en juillet. Pour la période 1991-2020, la température moyenne annuelle observée sur la station météorologique de Météo-France la plus proche, sur la commune de Saint-Flour à 9 km à vol d'oiseau, est de 8,8 °C et le cumul annuel moyen de précipitations est de 800,3 mm,. Pour l'avenir, les paramètres climatiques de la commune estimés pour 2050 selon différents scénarios d'émission de gaz à effet de serre sont consultables sur un site dédié publié par Météo-France en novembre 2022.

## Urbanisme

### Typologie
Au 1er janvier 2024, Vabres est catégorisée commune rurale à habitat très dispersé, selon la nouvelle grille communale de densité à 7 niveaux définie par l'Insee en 2022.
Elle est située hors unité urbaine. Par ailleurs la commune fait partie de l'aire d'attraction de Saint-Flour, dont elle est une commune de la couronne,. Cette aire, qui regroupe 36 communes, est catégorisée dans les aires de moins de 50 000 habitants,.

### Occupation des sols
L'occupation des sols de la commune, telle qu'elle ressort de la base de données européenne d’occupation biophysique des sols Corine Land Cover (CLC), est marquée par l'importance des territoires agricoles (57,9 % en 2018), en augmentation par rapport à 1990 (55,6 %). La répartition détaillée en 2018 est la suivante : 
prairies (47,1 %), forêts (41 %), zones agricoles hétérogènes (10,8 %), milieux à végétation arbustive et/ou herbacée (1,1 %). L'évolution de l’occupation des sols de la commune et de ses infrastructures peut être observée sur les différentes représentations cartographiques du territoire : la carte de Cassini (XVIIIe siècle), la carte d'état-major (1820-1866) et les cartes ou photos aériennes de l'IGN pour la période actuelle (1950 à aujourd'hui).

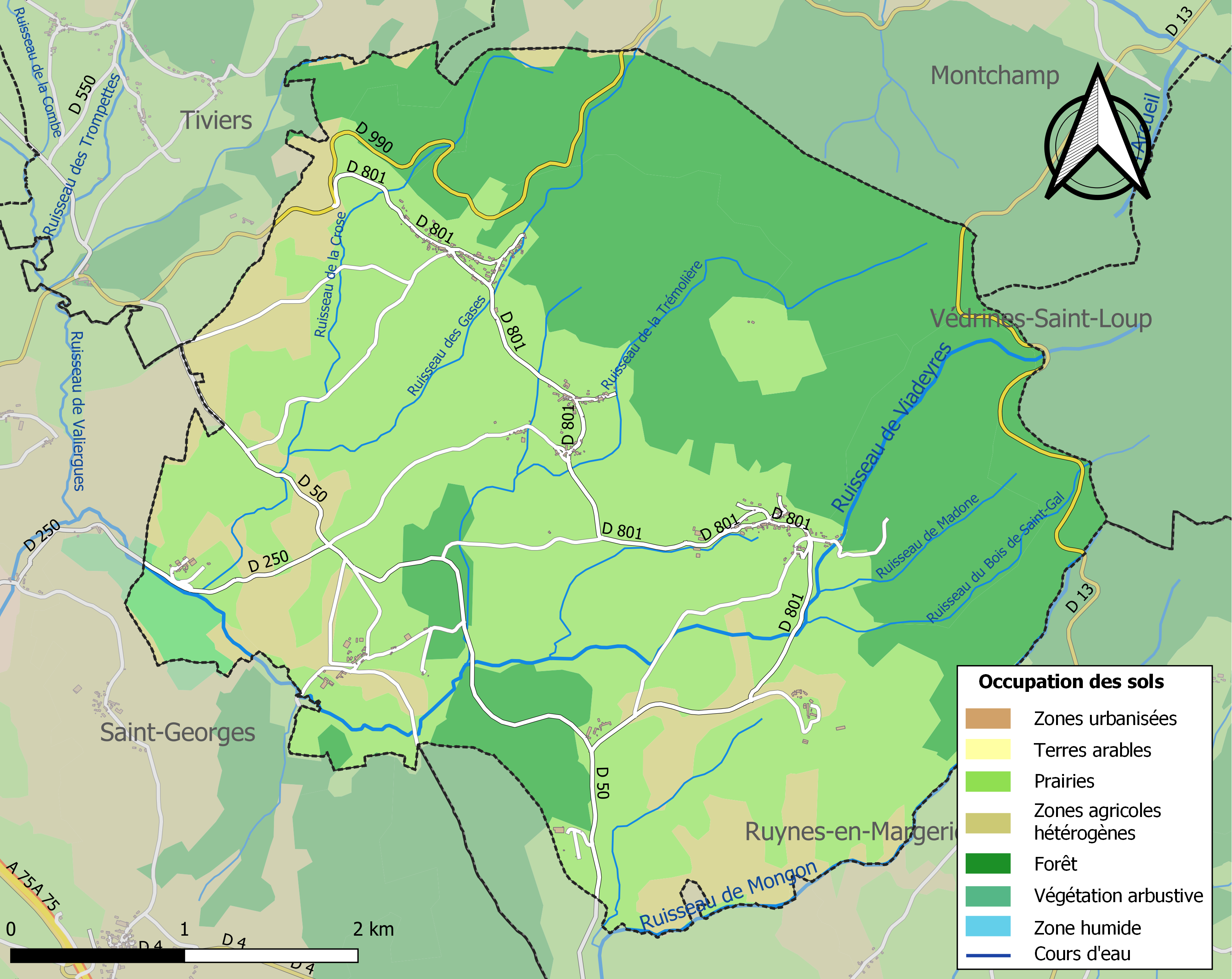
Carte des infrastructures et de l'occupation des sols de la commune en 2018 (CLC).

### Habitat et logement
En 2018, le nombre total de logements dans la commune était de 144, alors qu'il était de 132 en 2013 et de 121 en 2008.
Parmi ces logements, 74,2 % étaient des résidences principales, 15,7 % des résidences secondaires et 10 % des logements vacants. Ces logements étaient pour 97,2 % d'entre eux des maisons individuelles et pour 2,8 % des appartements.
Le tableau ci-dessous présente la typologie des logements à Vabres en 2018 en comparaison avec celle du Cantal et de la France entière. Une caractéristique marquante du parc de logements est ainsi une proportion de résidences secondaires et logements occasionnels (15,7 %) inférieure à celle du département (20,4 %) mais supérieure à celle de la France entière (9,7 %). Concernant le statut d'occupation de ces logements, 89,7 % des habitants de la commune sont propriétaires de leur logement (87,6 % en 2013), contre 70,4 % pour le Cantal et 57,5 pour la France entière.
| Typologie                                               | Vabres | Cantal | France entière |
| ------------------------------------------------------- | ------ | ------ | -------------- |
| Résidences principales (en %)                           | 74,2   | 67,7   | 82,1           |
| Résidences secondaires et logements occasionnels (en %) | 15,7   | 20,4   | 9,7            |
| Logements vacants (en %)                                | 10     | 11,9   | 8,2            |

## Toponymie
Évolution du gaulois wo-bero « cours d'eau ».[réf. nécessaire]

## Histoire
Les Romains étaient déjà présents au début de notre ère, leur présence étant attestée par une voie romaine sur la commune, qui est toujours en service en tant que chemin vicinal. Seigneurie à partir du XIVe siècle, l'accroissement de la population commence au début du XVe siècle, quand la région est peu à peu sécurisée et vidée des Routiers (terme utilisé pour désigner les bandits de grands chemins) par la monarchie. Elle se compose alors de bourgeois, propriétaires terriens et de métayers. Les seigneurs de Lastic construisent un château au XVIe siècle qui fut brûlé et détruit lors de la Révolution, les pierres servant notamment à la construction des maisons aux alentours. Les ruines étaient encore visibles vers 1900 sur le lieu-dit de la Trémolière.
En 1839, la commune absorbe, conjointement avec Ruynes-en-Margeride, la commune de Saint-Gal.
Au début du XXe siècle, la population se compose essentiellement de fermiers avec de petites exploitations (une dizaine d'hectares, avec quelques vaches laitières), les conditions de vie restent difficiles (l'eau courante est installée en 1962). Comme de nombreuses communes du Cantal, Vabres voit sa population chuter pendant le XXe siècle au profit des zones urbaines. Un léger regain démographique commence au début du XXIe siècle.

## Politique et administration
| Période                                  | Période  | Identité                        | Étiquette | Qualité              |
| ---------------------------------------- | -------- | ------------------------------- | --------- | -------------------- |
| Les données manquantes sont à compléter. |          |                                 |           |                      |
| avant 1981                               | ?        | Jean Clavilier                  |           |                      |
| mars 2001                                | mai 2020 | Olivier d'Alexandry d'Orengiani | DVD       | Agriculteur retraité |
| mai 2020                                 | En cours | Bernard Jean                    |           |                      |

## Population et société

### Démographie

#### Évolution démographique
L'évolution du nombre d'habitants est connue à travers les recensements de la population effectués dans la commune depuis 1793. Pour les communes de moins de 10 000 habitants, une enquête de recensement portant sur toute la population est réalisée tous les cinq ans, les populations de référence des années intermédiaires étant quant à elles estimées par interpolation ou extrapolation. Pour la commune, le premier recensement exhaustif entrant dans le cadre du nouveau dispositif a été réalisé en 2004.

En 2022, la commune comptait 251 habitants, en évolution de +0,8 % par rapport à 2016 (Cantal : −1,08 %, France hors Mayotte : +2,11 %).
| 1793 | 1800 | 1806 | 1821 | 1831 | 1836 | 1841 | 1846 | 1851 |
| ---- | ---- | ---- | ---- | ---- | ---- | ---- | ---- | ---- |
| 470  | 396  | 506  | 538  | 458  | 476  | 457  | 495  | 495  |

| 1856 | 1861 | 1866 | 1872 | 1876 | 1881 | 1886 | 1891 | 1896 |
| ---- | ---- | ---- | ---- | ---- | ---- | ---- | ---- | ---- |
| 494  | 468  | 501  | 477  | 467  | 484  | 456  | 470  | 470  |

| 1901 | 1906 | 1911 | 1921 | 1926 | 1931 | 1936 | 1946 | 1954 |
| ---- | ---- | ---- | ---- | ---- | ---- | ---- | ---- | ---- |
| 433  | 521  | 518  | 396  | 390  | 359  | 316  | 344  | 297  |

| 1962 | 1968 | 1975 | 1982 | 1990 | 1999 | 2004 | 2006 | 2009 |
| ---- | ---- | ---- | ---- | ---- | ---- | ---- | ---- | ---- |
| 311  | 283  | 247  | 245  | 242  | 253  | 233  | 223  | 223  |

| 2014 | 2019 | 2022 | - | - | - | - | - | - |
| ---- | ---- | ---- | - | - | - | - | - | - |
| 240  | 252  | 251  | - | - | - | - | - | - |

#### Pyramide des âges
La population de la commune est plus jeune que celle du département. En 2019, le taux de personnes d'un âge inférieur à 30 ans s'élève à 29,4 %, soit un taux supérieur à la moyenne départementale (26,9 %). Le taux de personnes d'un âge supérieur à 60 ans (30,9 %) est inférieur au taux départemental (35,6 %).
En 2019, la commune comptait 117 hommes pour 135 femmes, soit un taux de 53,57 % de femmes, supérieur au taux départemental (51,15 %).
Les pyramides des âges de la commune et du département s'établissent comme suit :
| Hommes | Classe d’âge | Femmes |
| ------ | ------------ | ------ |
| 0,9    | 90 ou +      | 1,5    |
| 9,4    | 75-89 ans    | 8,1    |
| 23,1   | 60-74 ans    | 19,3   |
| 25,6   | 45-59 ans    | 21,5   |
| 19,7   | 30-44 ans    | 13,3   |
| 11,1   | 15-29 ans    | 17,8   |
| 10,3   | 0-14 ans     | 18,5   |

| Hommes | Classe d’âge | Femmes |
| ------ | ------------ | ------ |
| 1,2    | 90 ou +      | 3,1    |
| 10,1   | 75-89 ans    | 13,5   |
| 22,9   | 60-74 ans    | 22,6   |
| 21,8   | 45-59 ans    | 20,5   |
| 16,1   | 30-44 ans    | 15,2   |
| 13,8   | 15-29 ans    | 11,9   |
| 14,2   | 0-14 ans     | 13,3   |

## Économie
- Zone d'activités communautaire du Bois de la Voreille : activités liées à l'exploitation forestière.

## Culture locale et patrimoine

### Lieux et monuments
- Église Saint-Pierre à Vabres, reconstruite au XIXe sur les bases de l'ancienne église, orgue à cylindres datant de 1861 rénové en 2007.
- Château de Saint-Gal datant de 1900.
- Château de Bégus, à Vabres
- Panorama du relais de télévision du Monteil.